# IC 104
IC 104 ist ein Doppelstern im Sternbild Cetus südlich des Ekliptik, der am 16. November 1887 von französischen Astronomen Guillaume Bigourdan entdeckt wurde. Er vermutete hierbei fälschlicherweise, dass es sich um einen Nebel handelt.